# 9471 Остенд
9471 Остенд (9471 Ostend) — астероїд головного поясу, відкритий 26 липня 1998 року.
Тіссеранів параметр щодо Юпітера — 3,323.